# Arquidiocese de Manizales
A Arquidiocese de Manizales (Archidiœcesis Manizalensis) é uma arquidiocese da Igreja Católica situada na Colômbia. É fruto da elevação da diocese de Manizales, criada em 11 de abril de 1900. Seu atual arcebispo é José Miguel Gómez Rodríguez. Sua Sé é a Catedral Basílica Metropolitana de Nossa Senhora do Rosário.
Possui 93 paróquias servidas por 237 padres, contando com 97,2% da população jurisdicionada batizada.

## História
A diocese foi eregida em 11 de abril de 1900, recebendo parte do território da arquidiocese de Popayán e da diocese de Medellín (hoje arquidiocese). Originariamente era sufragânea da arquidiocese de Popayán.
Em 24 de fevereiro de 1902 passou a fazer parte da província eclesiástica da arquidiocese de Medellín.
Em 17 de dezembro de 1952 cedeu parte do seu território para a ereção da diocese de Armenia e de Pereira.
Em 10 de maio de 1954 foi elevada ao posto de arquidiocese metropolitana com a bula Ob arduum do Papa Pio XII.
Em 29 de março de 1984 cedeu outra porção de território para a ereção da diocese de La Dorada-Guaduas.

## Prelados
Cronologia da administração local:
|                     | Nome                                    | Período    | Notas                                   |
| Arcebispos          | Arcebispos                              | Arcebispos | Arcebispos                              |
| ------------------- | --------------------------------------- | ---------- | --------------------------------------- |
| 6º                  | José Miguel Gómez Rodríguez             | 2021-atual |                                         |
| 5º                  | Gonzalo Restrepo Restrepo               | 2010-2020  |                                         |
| 4º                  | Fabio Betancur Tirado †                 | 1996-2010  |                                         |
| 3º                  | José de Jesús Pimiento Rodríguez        | 1975-1996  |                                         |
| 2º                  | Arturo Duque Villegas †                 | 1959-1975  |                                         |
| 1º                  | Luis Concha Córdoba †                   | 1954-1959  | Nomeado Arcebispo de Bogotá             |
| Arcebispo-coadjutor |                                         |            |                                         |
|                     | Gonzalo Restrepo Restrepo               | 2009-2010  |                                         |
| Bispos-auxiliares   |                                         |            |                                         |
|                     | Samuel Silverio Buitrago Trujillo, C.M. | 1968-1972  | Nomeado Bispo de Pereira                |
|                     | Alberto Uribe Urdaneta                  | 1953-1957  | Nomeado Bispo de Sonsón                 |
|                     | Augusto Trujillo Arango                 | 1957-1960  | Nomeado Bispo de Jericó                 |
|                     | Baltasar Álvarez Restrepo               | 1949-1952  | Nomeado Bispo de Pereira                |
| Bispos              |                                         |            |                                         |
| 4º                  | Luis Concha Córdoba †                   | 1935-1954  |                                         |
| 3º                  | Juan Manoel González Arbeláez †         | 1933-1934  |                                         |
| 2º                  | Tiberio Salazar Herrera †               | 1912-1932  | Nomeado Arcebispo-coadjutor de Medellín |
| 1º                  | Gregorio Nacianceno Hoyos Yarza †       | 1901-1921  |                                         |